# Chlamydomonas bebaryana
Chlamydomonas bebaryana là một loài tảo trong họ Chlamydomonadaceae, thuộc chi Chlamydomonas.